# Единый реестр российских программ для ЭВМ и БД
Единый реестр российских программ для электронных вычислительных машин и баз данных (сокращённо также «единый реестр российского ПО для ЭВМ и БД», «единый реестр российского ПО») — публичная электронная система учёта программного обеспечения, которое официально признано происходящим из Российской Федерации для использования прежде всего государственными структурами.
Создание реестра российского программного обеспечения закреплено федеральным законом, в целях расширения использования ИТ-продукции в органах государственной власти РФ, а также в целях оказания правообладателям ПО мер государственной поддержки. Дополнительным целями называются обеспечение информационной безопасности органов власти и импортозамещение. Федеральный закон ФЗ-149 «Об информации, информационных технологиях и о защите информации» подписан Президентом РФ Владимиром Путиным в июне 2015 года. Ведение реестра поручено Министерству связи и массовых коммуникаций Российской Федерации.
Правила формирования реестра утверждены постановлением Правительства от 16 ноября 2015 года № 1236, вводящее с 1 января 2016 года ограничение для государственных заказчиков на закупку ПО, отсутствующее в реестре. Сам сайт реестра начал функционировать в России с начала 2016 года. В июле 2016 года утверждён план перехода на российское ПО.
Решения о включении или об исключении из реестра принимаются на основании заключений экспертного совета представителей государственных заказчиков и российской ИТ-отрасли.
К программному обеспечению, допускаемому к включению в реестр, относят программные продукты, удовлетворяющие следующим условиям:
- Российское юрлицо с российским контролем (более 50 %)
- Исключительные права на составное произведение из:
  - Лицензированных компонентов с исходными кодами и правом на модификацию и распространение
  - Заимствованных открытых (open-source) компонентов
  - Собственных разработок
- Отчисления зарубежным бенефициарам не более 30 % выручки
- Технологическая независимость ПО (суверенитет разработки)
  - Наличие полных исходных кодов в России
  - Локальная инфраструктура разработки и сборки
  - Локальные специалисты, R&D и техническая поддержка
- Защита информации (суверенитет безопасности)
  - Контроль «закладок», утечек данных, устойчивости к взломам и т. п.
  - Доработки и сертификация продуктов по требованиям ФСТЭК, ФСБ и др.

В сентябре 2016 года в реестр было внесено уже 1823 программных продукта.
В декабре 2017 года Правительство РФ разрешило использовать программное обеспечение, созданное также на территории государств Евразийского экономического союза (ЕАЭС). Постановление, вступающее в силу с 1 января 2018 года, подписанное Председателем Правительства РФ Дмитрием Медведевым, подразумевает создание единого реестра российского ПО и аналогичного единого реестра ПО из других государств ЕАЭС.
После 1 марта 2022 года из реестра могут быть удалены сотни программных продуктов не соответствующих требованиям и законодательству РФ.
По состоянию на 20 января 2022 года, в реестр российского ПО входит 12441 программных продуктов
6 апреля 2022 года Минцифры представило перечень рекомендованных российских решений для замены иностранного ПО и ИТ-сервисов.

## Альтернативы
В 2020 году АНО «Цифровые платформы» обратилась к Правительству Российский Федерации с просьбой реформировать и объединить государственные реестры российских программ (Единый реестр российских программ для ЭВМ и БД и Национальный фонд алгоритмов и программ). Впоследствии АНО «Цифровые платформы» создан отдельный частный дополняющий проект — Цифровой маркетплейс.
Цифровой маркетплейс дополняет Единый реестр российских программ:
- Наличием подробной информации о программных продуктах, функциональные характеристики, стоимости, отзывах от внедрения, информации о совместимости, подробной карточки разработчика программных продуктов
- Присутствие заказчиков программного обеспечения.